# Ryūji Fujiyama
Ryūji Fujiyama (藤山 竜仁 Fujiyama Ryūji?, nacido el 9 de junio de 1973 en Kagoshima) es un exfutbolista japonés. Jugaba de defensa y su último club fue el Consadole Sapporo de Japón.

## Trayectoria

### Clubes
| Club              | País  | Año         |
| ----------------- | ----- | ----------- |
| FC Tokyo          | Japón | 1992 - 2009 |
| Consadole Sapporo | Japón | 2010        |

## Palmarés

### Títulos nacionales
| Título         | Club     | País  | Año  |
| -------------- | -------- | ----- | ---- |
| Copa J. League | FC Tokyo | Japón | 2004 |
| Copa J. League | FC Tokyo | Japón | 2009 |